# بيتر كراوز
بيتر كراوز (بالإنجليزية: Peter Krause)‏ هو فنان قصص مصورة وفنان أمريكي، ولد في 1956.

## وصلات خارجية
- الموقع الرسمي